# 5426 Sharp
5426 Sharp (1985 DD) là một tiểu hành tinh vành đai chính bên trong được phát hiện ngày 16 tháng 2 năm 1985 bởi C. S. Shoemaker ở Palomar.